# Юзеф Хойницький
Юзеф Хойницький (пол. Józef Chojnicki; бл. 1745—1812) — польський художник, популярний портретист, який діяв у Львові. Не підпорядковувався львівському цеху.
Вважається одним з найкращих учнів Станіслава Строїнського. Одружився у 1766 році з донькою вчителя Катажиною. Допомагав тестю розмальовувати деякі костели. Зокрема, їх спільна робота — поліхромія домініканського костелу в Тернополі 1778 року. Також розписав бічні нави цього храму.
Автор багатьох релігійних композицій для львівської римо-католицької катедри і репрезентативних портретів тодішньої аристократії.
Характерна риса його манери живопису — тяжіння до декоративності витончених орнаментальних рішень рококо. Наприклад, у релігійному жанрі — вівтарний образ «Апофеоз блаженного Яна з Дуклі» в каплиці св. Антонія львівської катедри), у портретному — зображення Т. Бельської, А. Бельського, Ф. Лещинського. Роботи свідчать про високу художню культуру майстра.
За його порадами Ґотфрід Прікснер виконав гравійований портрет архиєпископа Фердинанда Кіцького у 1784 році.

#### Твори
- Розписи та образи для домініканського собору в Тернополі (1774).
- Образи для львівського домініканського костелу.
- Образ святих Петра і Павла в львівському вірменському соборі.
- Портрет львівського латинського архієпископа Фердинанда Кіцького (за іншими даними, гравійований портрет архиєпископа виконав за його порадами Ґотфрід Прікснер, 1784 р.)[3]
- Портрет львівського вірменського єпископа Валеріана Тумановича
- Портрет французької королеви Марії-Антуанетти (підпис на звороті «Jose Choynicki pinxit»), Львівська галерея мистецтв
- Портрети Антонія та Теклі Бєльських (підпис «Jozefus Choynicki pinxit 1782 12 aprilis»), Львівська галерея мистецтв.

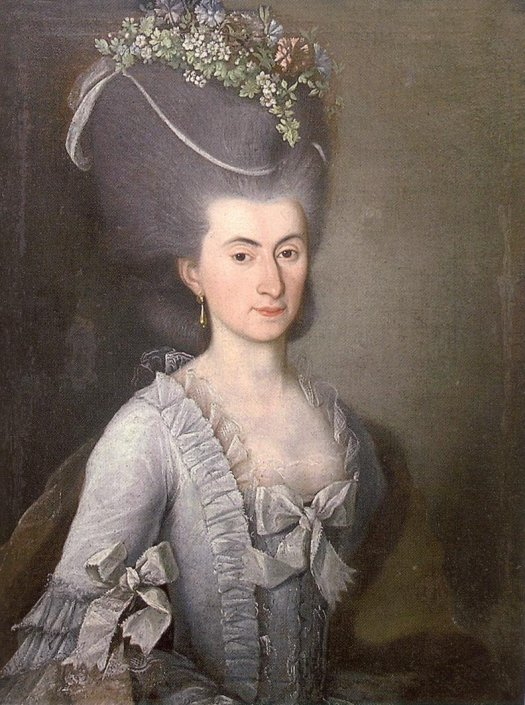
Жіночий портрет
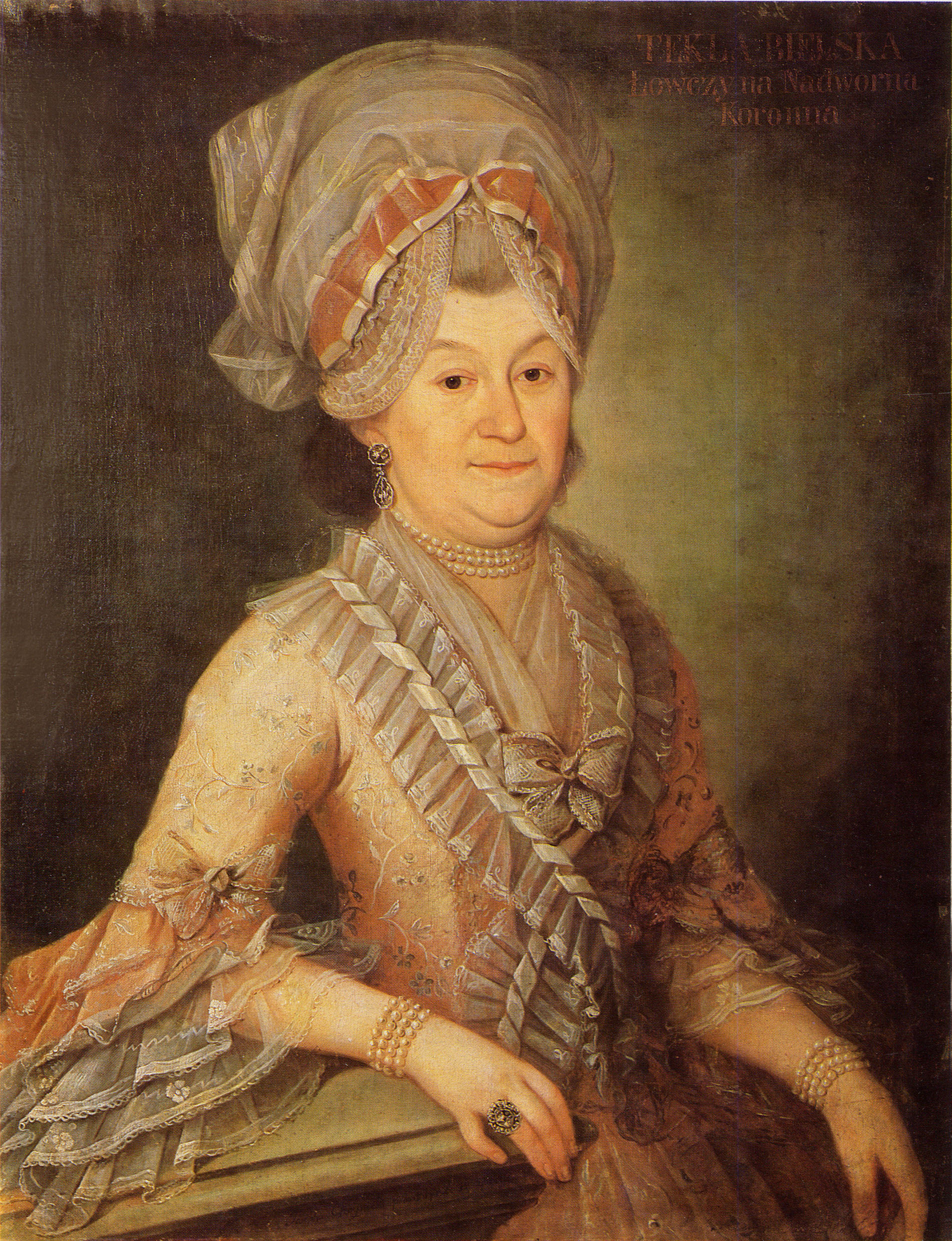
Портрет Теклі Бельської
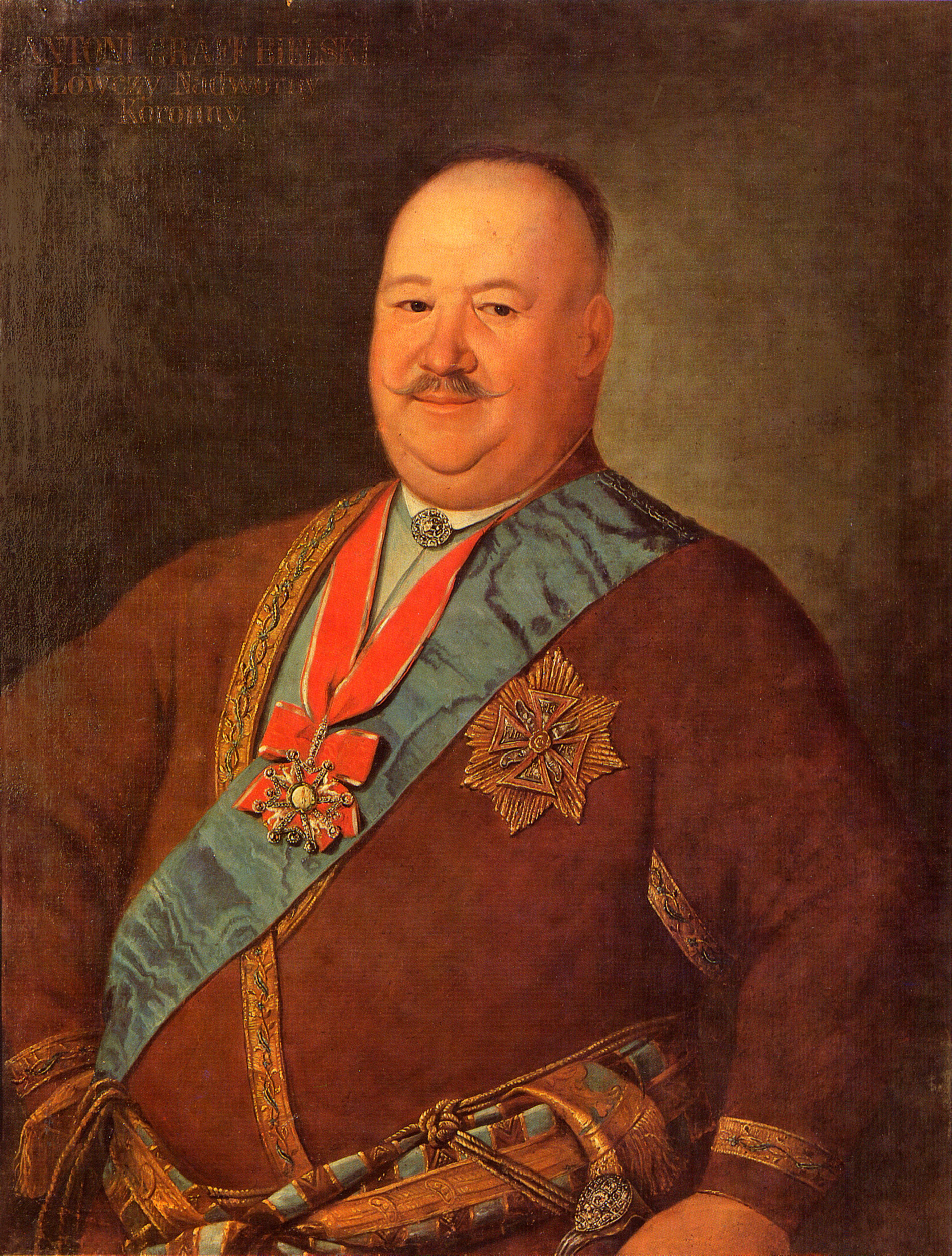
Портрет ловчого коронного Антонія Бельського